# 2284 Сан-Хуан
2284 Сан-Хуан (2284 San Juan) — астероїд головного поясу, відкритий 10 жовтня 1974 року.
Тіссеранів параметр щодо Юпітера — 3,567.